# Die Weise von Liebe und Tod des Cornets Christoph Rilke

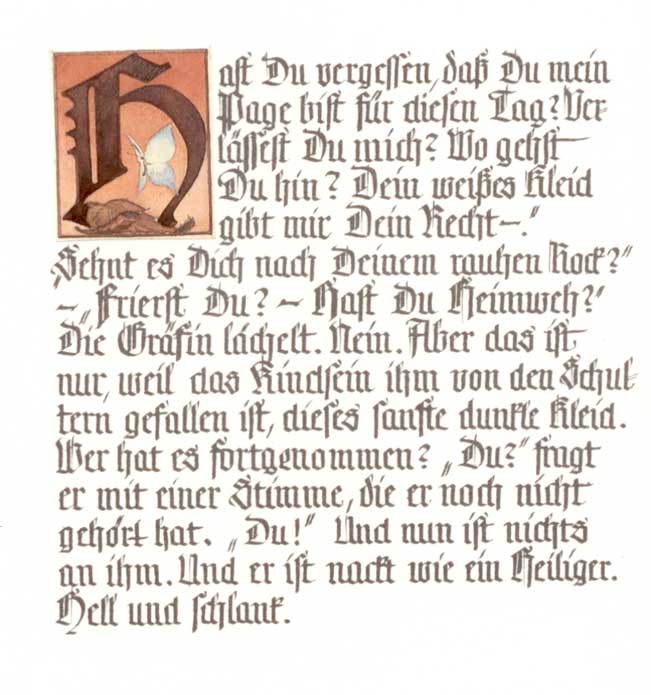
Kalligrafische Nachschrift zu Rilkes Cornet

Die Weise von Liebe und Tod des Cornets Christoph Rilke ist der Titel einer kurzen Erzählung von Rainer Maria Rilke (1875–1926). Sie entstand unter dem Titel Der Cornet nach Angaben des Autors innerhalb einer Nacht im Jahr 1899 in der „Villa Waldfrieden“ in Berlin-Schmargendorf und erlangte durch ihre Veröffentlichung in der Insel-Bücherei 1912 weite Verbreitung und Bekanntheit.

## Handlung
Ausgangspunkt der Erzählung ist ein Regest (die Zusammenfassung einer Urkunde) in einer alten Chronik. Das Dokument berichtet von der Übertragung des Besitzanteils Christoph Rilkes, der 1663 im Türkenkrieg gefallen war, an seinen Bruder Otto. Alternativ zum kurzen Chronikeintrag bietet Rilke die Geschichte vom Zug des Christoph Rilke von Langenau nach Ungarn und seinem dortigen Tod an.
Der 18-jährige Adelige reitet mit anderen Soldaten nach Ungarn, um gegen die dort eingefallenen Türken zu kämpfen. Ein französischer Marquis wird dabei sein Freund. Von einer Rose, die der Marquis von seiner Geliebten erhalten hat, schenkt er von Langenau beim Abschied ein Rosenblatt, das ihn beschützen soll. Aufgrund eines Empfehlungsschreibens wird von Langenau zum Cornet, zum Fahnenträger ernannt. Seiner Mutter schreibt er daraufhin stolz einen Brief, den er neben dem Rosenblatt verwahrt. Jenseits des Grenzflusses Raab – an deren Ufern die entscheidende Schlacht bei Mogersdorf stattfinden sollte – übernachtet von Langenau mit seiner Kompanie in einem Schloss. Mit der Gräfin verbringt er die Nacht im abseits gelegenen Turmzimmer. Während der Nacht wird das Schloss von den Türken angegriffen und in Brand gesteckt. Um die Fahne zu retten und zu seiner bereits aufgebrochenen Truppe zu gelangen, verzichtet er auf Waffenrock und Helm, läuft durch die brennenden Gemäuer und reitet aus dem Schloss. Mit der brennenden Fahne findet er sich allein mitten unter den Feinden wieder und fällt.

## Wirkung
Die lyrisch-impressionistische Prosa vermittelt Gefühle von Jugend und Lebenshunger, Liebe und Tod. Besonderer Popularität erfreute sich die Soldatenballade aus dem 17. Jahrhundert in der Zeit der beiden Weltkriege. Das letztlich zeitlos-universelle Schicksal des jungen Soldaten schwankt zwischen Glorifizierung des Heldentodes und der Sinnlosigkeit (jungen) Sterbens, Gefühlen von überzogener Ehre, Verlust und Traurigkeit. Dem Langemarck-Mythos zufolge hatten die „jungen“ Regimenter das Deutschlandlied auf den Lippen und „Rilkes Cornet im Tornister“. Eine besondere Wirkung hatte Rilkes Cornet auf Alexander Lernet-Holenia, der Motive daraus etwa in seiner Szene zur Totenfeier für Rainer Maria Rilke (1927) und seiner Novelle Der Baron Bagge (1936) aufnahm.

## Editionsgeschichte

### Erste Buchausgabe bei Axel Juncker
Zunächst erschien der „Cornet“ 1904 eher unbeachtet in der Oktoberausgabe der Monatsschrift Deutsche Arbeit in Prag. Auf einer überarbeiteten Fassung basierte dann die erste Buchveröffentlichung von 1906 beim Verlag Axel Juncker in 300 nummerierten Exemplaren. Diese hatte der Autor Gudrun Baronin Uexküll geborene Gräfin von Schwerin gewidmet. Das bei Breitkopf & Härtel in Leipzig gedruckte Buch erhielt zwar mit Büttenpapier, einer farbigen Tafel mit dem Familienwappen Rilkes und einem Halbpergamenteinband die von Rilke gewünschte bibliophile Ausstattung, die von Lucian Bernhard besorgt worden war; es hatte aber keinen kommerziellen Erfolg.
Das der Buchfassung zugrunde liegende Manuskript schenkte Rilke viele Jahre später, im März 1913, Stefan Zweig, der ein leidenschaftlicher Autographensammler war und mit dem er seit vielen Jahren in einem engen brieflichen und auch gelegentlichen persönlichen Austausch stand.

### Buchausgaben in der Insel-Bücherei

#### Vorbemerkungen
Bereits seit 1905 stand Rilke mit dem Leipziger Insel Verlag in Kontakt, bei dem er zunehmend seine neuen Arbeiten verlegen ließ. Dessen Leiter, Anton Kippenberg, bemühte sich um die Sammlung des Gesamtwerks von Rilke in seinem Verlag und stand wegen der Übernahme auch des „Cornet“ mit Juncker in Verhandlungen, der zunächst noch zögerte. Schließlich gelang es Kippenberg, Anfang 1912 die Rechte an diesem Titel für 400 Mark von ihm zu erwerben. Zu diesem Zeitpunkt hatte Kippenberg schon vorgesehen, das Buch in die Insel-Bücherei, eine neue, gut ausgestattete Buchreihe zum Preis von 50 Pfennig pro Pappband im Rizzi-Musterpapier aufzunehmen, die nach längerer Vorbereitungszeit im späten Frühjahr des Jahres 1912 erscheinen sollte. Am 7. Mai 1912 teilte Kippenberg unter kurzfristiger Abänderung seiner zunächst anderweitigen Planung mit Hofmannsthals Der Tod des Tizian Rilke schließlich mit, die neue Reihe mit dessen „Cornet“ als Nummer 1 eröffnen zu wollen. In der Ausgabe der Insel-Bücherei wurde die Erzählung dann zum Bestseller, der bis in die Gegenwart verlegt wird und mit seiner Gesamtauflage die Millionengrenze bereits weit überschritten hat.

#### Normale Reihenausgaben, Reprints
Am 23. Mai 1912 erschien Rilkes Werk als erster Band der Insel-Bücherei in einer Auflage von 10.000 Exemplaren, die im Handumdrehen vergriffen war. Es musste sofort nachgedruckt werden. Die ersten Teilauflagen erhielten noch kein Rückenschild. Bis zum Jahr 1918 war bereits das 160. Tausend erreicht. Bis zu Rilkes Todesjahr 1926 wurden 320.000 Exemplare aufgelegt, es war somit sein erfolgreichstes Buch.
Nach Ende des Zweiten Weltkriegs erschienen erst ab 1949 (761.–770. Tsd.) im Wiesbadener Verlagshaus neue, zunächst nur broschierte Auflagen; 1954 lag der „Cornet“ dann wieder im Pappband vor. 1959 erreichte die Gesamtauflage die Millionengrenze; eine Teilauflage des 975.-1000. Tsd. wurde mit Buchschleifen versehen, die auf die erreichte Auflagenhöhe hinwiesen.
 1987, anlässlich des 75-jährigen Jubiläums der Insel-Bücherei, wartete schließlich auch das Leipziger Verlagshaus – erstmals seit 1945 – wieder mit einer Neuauflage des Bands auf. Ihm wurde ein Anhang beigegeben, der unter anderem ein Nachwort vom Herausgeber Horst Nalewski und einen ausgewählten Briefwechsel, vor allem zwischen Kippenberg und Rilke enthielt, womit vor allem die Entstehungs-, Editions- und Rezeptionsgeschichte des Werks beleuchtet werden sollte (IB 1/1B). Das Frankfurter Verlagshaus beschränkte sich dagegen auf eine Neuauflage des Reprints der Erstauflage von 1912, der schon anlässlich des Erscheinens der Bandnummer 1000 im Jahre 1978 – nun auch mit Rückenschild – erstmals angeboten worden war.
 Zum 100-jährigen Jubiläum der Insel-Bücherei 2012 folgte dann im seit 1990 wiedervereinigten Insel Verlag auch eine illustrierte normale Reihenausgabe des „Cornet“ mit Schabblättern von Karl-Georg Hirsch, allerdings abweichend unter der Bandnummer 1350. Sie erreichte bis 2021 drei Normalauflagen mit 6.000 Exemplaren und erschien 2025 in einer Sonderausgabe ohne IB-Nummer auf dem Einband.
Als IB 1/1A erreichte der „Cornet“ bis 2021 mit 56 Auflagen 1,149 Mio. Exemplare. Trotz der vielen Teilauflagen wiesen die Gestaltung des Einbands und die Typografie eine relative Konstanz auf. Bis 1934 setzte Kippenberg das schon beim erstmaligen Erscheinen des „Cornet“ 1912 zum Einsatz gekommene grün/weiße Rizzi ein. Nur kleine Binderaten verließen die Buchbindereien mit einem abweichenden Musterpapier. 1934 lieferte Fritz Kredel für das anstehende 451. bis 500. Tausend den Entwurf für ein neues Einbandpapier ab, das bis in die Gegenwart die Ausgaben ziert. Wurde bei der Erstausgabe noch in einer Breitkopf-Fraktur gesetzt, die 1921 einem Satz in Maximilian–gotisch und diese 1936 einer Kleist–Fraktur wich, wird der Text seit 1962 in einer Antiquaschrift, der Diotima–Kursiv, gedruckt, nachdem es von 1954 bis 1959 (975.-1000. Tsd.) ein Intermezzo mit der von Hermann Zapf geschaffenen Gilgengart gab.

#### Ausgaben während der beiden Weltkriege des 20. Jahrhunderts
Da die Erzählung aufgrund ihrer Thematik auch eine beliebte Lektüre der deutschen Soldaten bei ihrem Kriegsdienst im Ersten Weltkrieg wurde, nahm Kippenberg sie in die Reihe der Kriegsbroschuren auf; für den leichteren Transport an die Front und die bessere Handhabbarkeit unter Feldbedingungen fertigte der Insel Verlag in den ersten beiden Kriegsjahren 1914 und 1915 von ausgewählten Titeln der Insel-Bücherei einfarbige Broschuren an, deren Buchblöcke in nicht allzu großer Zahl den laufenden Auflagen entnommen wurden, hier drei Teilauflagen aus dem 31. bis 60. Tausend, und mit 30 Pfennigen deutlich preiswerter als die normalen Pappbände angeboten wurden.
Im Zweiten Weltkrieg fand der Titel dann Eingang in die Reihe der so genannten Feldpostausgaben, die nun von vornherein als Broschurauflagen vorgesehen waren und nur 45 Pfennige kosteten. Von 1942 und bis 1943 wurden so 60.000 Exemplare gedruckt (701.–760. Tsd.). Sie konnten allerdings nicht mehr vollständig ausgeliefert werden; Restbestände wurden vom Insel Verlag nach dem Krieg mit überklebtem Feldposteindruck vertrieben. Wohl in Eigenregie von Wehrmachtsstellen wurde 1944 in einer Auflage von 5.000 Exemplaren der „Cornet“ im Pappband mit dem von Fritz Kredel 1934 neugestalteten Musterpapier aufgelegt und zum eingedruckten Preis von „RM 0,80“, was dem regulären Ladenpreis der Insel-Bücher in dieser Zeit entsprach, verkauft.

#### Vorzugsausgaben
Aufgrund der Beliebtheit des Insel-Bändchens bot es der Verlag ab 1913 auch in einem Ledereinband und Kopfgoldschnitt zum Preis von 3 Mark an. Dazu wurden den laufenden Auflagen zumeist 200 Druckbögen entnommen und mit besonderen Vorsatzpapieren versehen. Der Ledereinband trug in Goldprägung ein besonderes, von Walter Tiemann gestaltetes Signet und einen Rückentitel (Serie LS). 1916 kamen auch Halbledereinbände hinzu. Infolge der nachkriegsbedingten wirtschaftlichen Schwierigkeiten, die mit Materialproblemen bei der Buchherstellung verbunden waren, wurden zwischen 1922 und 1924 (231.–295. Tsd.) die Lederbände nur auf Einzelbestellung mit dem vorderseitigen Titel und verschiedenen Fleurons in Goldprägung gefertigt (Serie LF). Letztmals wurden von der aus dem Jahre 1932 stammenden Teilauflage des 401.-450. Tsd. Exemplare in Leder in der Gestaltung mit Tiemann-Signet gefertigt.
Erst 1966 kam aus Anlass des 40. Todestags Rilkes beim Frankfurter Verlagshaus wieder ein, von Helmuth Halbach, in braunes Leder mit Rückentitel gebundenes Bändchen mit einer Auflage von 200 Exemplaren, die dem 1043.-1062. Tsd. entnommen worden waren, auf den Buchmarkt.

Gut zwanzig Jahre später gab es zum Reihenjubiläum 1987 auch in Leipzig eine bibliophile Edition des Titels (IB 1/1C): Es handelte sich um einen in Halbpergament gebundenen Reprint eines von Max Schwimmer im Zweiten Weltkrieg während eines Fronteinsatzes privat illustrierten Bändchens. Er lehnt sich in seiner Einbandgestaltung stark an die Ausgabe von Axel Juncker aus dem Jahre 1906 an.
Von dem 2012 illustriert erschienenen IB 1350 wurden von der Buntpapiermacherin Gisela Reschke 650 Exemplare jeweils in handgefertigtes Buntpapier gebunden, die aufgrund der leichten Abweichungen der einzelnen Papierpartien unikalen Charakter haben.

## Weitere Ausgaben
1929 erschien das Werk als privater Pressendruck in 200 Exemplaren mit Illustrationen von Mari Alexander Jacques Bauer und dem Einbandentwurf von Henry van de Velde (fiktive Verlagsangabe: Hubertus-Verlag Hoenderloo).

## Vertonungen
Das Stück wurde mehrfach vertont:
- 1918/1919 als Kantate von Paul von Klenau
- 1919 als symphonische Dichtung von Kurt Weill
- 1936 von Will Eisenmann (Kammersprechchor)
- 1942/43 von Frank Martin
- 1944 von Viktor Ullmann im Konzentrationslager Theresienstadt kurz vor seiner Deportation nach und Ermordung im KZ Auschwitz-Birkenau
- 1950 von Douglas Lilburn
- 1952 und 1980 von Oskar Werner
- 1983/84 als Oper von Siegfried Matthus
- von Henri Sauguet
- von Hermann Reutter
- von der Musikgruppe Von Thronstahl auf dem Album „E Pluribus Unum“.

## Film
- 1955: Der Cornet – Die Weise von Liebe und Tod, deutsches Historien-Filmdrama von Walter Reisch mit Götz von Langheim in der Titelrolle